# 암죽
암죽은 곡식 가루나 밤 가루로 묽게 쑨 죽이다. 암죽에 쓰는 쌀가루는 익힌 쌀을 말려 빻아 만드는데, 이미 호화된 녹말로 죽을 쑤기 때문에 짧은 시간에 만들 수 있으며, 소화가 잘 되어 환자의 회복식 또는 어린이의 이유식으로 쓴다. 물 대신 밥이 끓을 때 떠내어 받친 밥물을 사용해 끓이기도 하며, 쌀가루가 없을 때는 쌀을 씹어 그것으로 죽을 끓이기도 한다.
| “ | 장골 할머니는 그 쌀을 입에 넣어 오래오래 꼭꼭 씹었다. 그러고는 씹은 쌀을 가지고 죽을 끓였다. "몽실아, 이걸 아기에게 조금씩 떠먹여라." 몽실은 그 암죽을 조금씩 아기 입에 떠 넣었다. | ” |
|   | — 권정생, 《몽실언니》 |   |

## 역사
과거에는 우유가 귀했기 때문에 암죽이 모유의 대용 식품으로 이용되었다. 요즘은 조제분유 등 유제품의 보급이 확대되어 거의 쓰이지 않는다.
1930년대 조리서에 쌀암죽, 밤암죽 등이 나온다.

## 종류
- 쌀암죽: 쌀가루로 만든 암죽이다. 씻어 불린 백미를 쪄 햇볕에 바싹 말린 뒤, 번철에 살짝 볶아 곱게 빻아 만든 가루를 체에 쳐 보관하다가 필요할 때 물을 부어 쑨다.[2] 쌀가루 대신에 백설기를 햇볕에 말렸다가 가루로 만들어 죽을 쑤기도 하며, 식혜로 암죽을 쑤기도 한다.[4]암죽을 쑬 때는 쌀가루에 물을 넣어 개어 놓고, 두꺼운 냄비에 물을 끓이며 개어 놓은 쌀가루를 넣고 저으면서 끓인다.[2] 식성대로 소금을 넣어 먹는다.[2]
- 떡암죽: 말린 흰무리를 빻아 묽게 쑨 죽.
- 밤암죽: 밤가루 또는 곱게 간 밤을 넣어 쑨 암죽이다. 밤암죽을 만들 때는, 씻어 불린 쌀을 맷돌에 곱게 갈아 체로 거르고, 속껍질을 벗긴 밤도 물을 부으며 체로 거른 뒤, 한 데 부어 끓인다.[5] 물을 충분히 부어 뭉근한 불에 올린 뒤 눋지 않게 저으며 서서히 끓이며, 식성대로 설탕이나 소금을 넣어 먹는다.[5] 쌀과 밤을 갈아 넣어 묽게 쑨 죽. 씻은 쌀을 곱게 갈아 체에 거르고, 속껍질까지 벗긴 밤을 강판에 갈아 물을 치고 체에 거른 뒤 함께 섞어 천천히 끓여 익힌다.
- 식혜암죽: 식혜를 걸러서 끓인 암죽. 흔히 젖먹이에게 먹인다.

## 같이 보기
- 미음
- 응이